# Abraxas formosa
Abraxas formosa là một loài bướm đêm trong họ Geometridae.